# Burghsluis
Burghsluis es una localidad del municipio de Schouwen-Duiveland, en la provincia de Zelanda (Países Bajos). Está situada unos 22 km al norte de Middelburg.